# Đạt Phản Thành
Đạt Phản Thành (chữ Hán giản thể: 达坂城区) là một quận thuộc địa cấp thị Ürümqi của Khu tự trị Tân Cương, Cộng hòa Nhân dân Trung Hoa. Quận này có diện tích 5042 ki-lô-mét vuông, dân số năm 2002 là 40.000 người. Về mặt hành chính, quận này được chia thành 4 nhai đạo, 1 trấn và 3 hương.
- Nhai đạo: Ngãi Duy Nhĩ Câu, Tinh Hỏa, Ô Lạp Bạc, Ngư Nhi Câu.
- Trấn: Đạt Phản Thành.
- Hương: Đông Câu, Tây Câu, A Khắc Tô.